# VIRGIN
《VIRGIN》是韓國女子音樂組合After School的首張正規韓語專輯，於2011年4月29日發行。唱片公司為Pledis Entertainment。

## 概要
- 《Shampoo》為此專輯的主打曲目，此曲往後成為After School第一張原創日語專輯《PLAYGIRLZ》的收錄曲。
- 主打曲目《Shampoo》是成員E-Young加入後第一首歌曲，亦是成員Bekah（朝鲜语：베카 (가수)）的畢業歌曲。
- 收錄第2張單曲《因為你》和第3張單曲《BANG!》2首A面曲，以及《因為你》的B面曲《When I Fall》，共3首曲目。而這3首曲目是以八人形式參與演唱。

## 收錄內容

### CD
1. Let's Step Up
2. Shampoo
1st正規韓語專輯《VIRGIN》主打曲目。成員E-Young加入後第一首歌曲、成員Bekah（朝鲜语：베카 (가수)）的畢業歌曲
3. Virgin
4. BANG!（2011 New Recordings）（뱅!）
3rd單曲 成員Lizzy加入後第一張單曲
5. Play Ur Love
由嘉熙、正雅、Raina、Nana四人合唱的抒情歌
6. Dream（feat. Yoonjo（Pre-School Girl））
7. 因為你（2011 New Recordings）（너 때문에）
2nd單曲 成員Raina和Nana加入後第一張單曲
8. 倚靠時間（시간에 기대어）
Raina獨唱
9. 過得還好嗎?（잘 지내고 있죠）
10. Funky Man（feat. 경민（Pre-School Girl））
Nana與Lizzy合唱
11. My Bell
正雅獨唱
12. When I Fall（2011 New Recordings）
2nd單曲《因為你》B面曲
13. Shampoo（Radio Edit）